# Dendryphantes villarrica
Dendryphantes villarrica är en spindelart som beskrevs av Richardson 20. Dendryphantes villarrica ingår i släktet Dendryphantes och familjen hoppspindlar. Inga underarter finns listade i Catalogue of Life.